# Шарапова (присілок)
Шара́пова (рос. Шарапова) — присілок у складі Ірбітського міського округу Свердловської області.
Населення — 102 особи (2010, 130 у 2002).
Національний склад населення станом на 2002 рік: росіяни — 88 %.